# Judendom
Judendomen (av grekiska Ἰουδαϊσμός Ioudaïsmós, härlett från hebreiskans יהודה, Yehudah, "Juda", hebreiska: יַהֲדוּת, Yahedut) är judarnas religion; en trosuppfattning innehållande flera praktiker som härrör från de antika israeliterna, vars historia finns nedskriven i Gamla testamentet (Tanakh) och som utreds och förklaras ytterligare i Talmud och andra texter.
Judendomen har en av de äldsta religiösa traditionerna som finns och som utövas än i dag, och många av dess texter och traditioner är centrala även för andra abrahamitiska religioner. Judisk historia och handlingslinjer har på så sätt påverkat andra religioner som kristendom och islam.
År 2012 uppskattades antalet judar vara cirka 14 miljoner, varav cirka 6,1 miljoner bosatta i Israel och 5,7 miljoner i USA (tillsammans 82,4 procent av världens judar).

## Judisk ceremoniell lag
Till skillnad från islam och kristendom finns det inom judendomen inga officiella trosuppfattningar eller allomfattande doktrinella villkor som utgör en förutsättning för att vara medlem.
Det är en ceremoniell lag, påbud och förbud ("mitzvot") från Torah, som utgör grunden i judendomen. Till skillnad från de andra abrahamitiska religionerna spelar tron en underordnad roll. En individ kan betraktas som jude om vederbörande antingen håller fast vid ett helt system av trossatser som gäller den Allsmäktige och livet efter döden eller om individen håller fast vid ett antal enkla trosuppfattningar som ger innebörd till befintlig ritual.[källa behövs]
Denna mångfald inom judisk tro beror delvis på att handlingar (goda gärningar och de 613 påbuden och förbuden) och inte trossatser är den viktigaste delen av judiskt religiöst liv.
Judendomen presenterar sig själv som relationen eller förbundet mellan Israels barn (den judiska nationen) och Gud. Som sådan anser många att det är den första monoteistiska religionen, även om många aspekter av judendomen motsvarar de som omfattas av de västliga begreppen etik och civilrätt. Judendomen har en av de äldsta religiösa traditioner som finns och som utövas än idag, och många av dess texter och traditioner är centrala även för andra abrahamitiska religioner. Judisk historia och handlingslinjer har på så sätt påverkat andra religioner såsom kristendomen, islam och bahá'í.
Gamla testamentet eller Tanakh berättar hur Gud kallade patriarken Abraham bland kaldéerna och upprättade ett förbund med honom. Likafullt bestämmer Gamla testamentet tron på den enda guden till tiden för själva begynnelsen, såsom den skildras i Första Mosebok 1, och framställer en universell medvetenhet om Abrahams Gud bland äldre samhällen, och andra personers dyrkan av densamme.
Medan judendomen sällan, om någonsin, varit monolitisk, har den alltid varit kraftigt monoteistisk, teologiskt sett – fastän Bibeln och Tanakh skildrar ansenliga perioder av avfall bland många israeliter från judendomens tro. Somliga uppmärksammar de trosläror inrymmande gott och ont och begrepp som paradis, helvete, dom och uppståndelse som fanns i den iranska zoroastrismen, vilken israeliterna kom i kontakt med när perserna erövrat Babylon och gjort slut på den babyloniska fångenskapen. Judarna höll fast vid sin tro, men den persiska religionen påverkade deras apokalyptik.
Historiskt sett har judendomen betraktat tron på den gudomliga uppenbarelsen och godkännandet av den skriftliga och muntliga Torahn som sin grundläggande och mest centrala övertygelse. Judendomen har dock ingen centraliserad auktoritet som dikterar religiösa dogmer, och inga religiösa doktriner eller trosprinciper i kristen bemärkelse. Judendomen baseras på handling, och alla människor - judar och icke-judar – kan uppnå en plats i himlen genom sina handlingar här på jorden. Judar har 613 bud att följa, icke-judar sju stycken av dessa. Dessa kallas för de noakidiska buden, efter Noa som Gud slöt ett förbund med i första Moseboken med regnbågen som tecken.

### Maimonides trosprinciper
Genom århundradena har ett flertal tydliga formuleringar av de judiska trosprinciperna framträtt och även om de vördnadsfullt avviker från enskilda detaljer, markerar de inte en stark samhörighet med kärnideologin. Av dessa betraktas de mest auktoritativa vara Maimonides 13 trosprinciper från 1100-talet. Dessa principer var kontroversiella när de först föreslogs men anses idag vara obligatoriska av de mest ortodoxa judiska auktoriteterna, och judar som inte fullt accepterar varenda grundsats döms som potentiellt kätterska. Maimonides 13 trosartiklar, vilka kan ha formulerats för att definiera judendomens särart vid en tid då tvångskonverteringar till kristendom och islam ägde rum. Maimonides trosprinciper:
1. Tron på att Gud existerar som alltings Skapare.
2. Tron på att Gud är En enda Enhet (monoteism).
3. Tron på att Gud är okroppslig.
4. Tron på att Gud till sitt väsen är evig.
5. Tron på att Gud är den ende som är värdig att tillbedjas.
6. Tron på att allt som talats av profeterna är sanning.
7. Tron på att Mose var den störste av profeterna.
8. Tron på att Toran (de 5 Moseböckerna) såsom den finns idag, är densamma som gavs åt profeten Mose.
9. Tron på att Toran aldrig kommer att bytas ut mot någon annan uppenbarelse.
10. Tron på att Gud känner människans handlingar och tankar.
11. Tron på att Gud belönar och bestraffar den som håller eller överträder Hans bud (mitzvot).
12. Tron på att Messias skall komma.
13. Tron på att de döda skall återuppstå.[7]

Maimonides trosartiklar skrevs i ett kritiskt skeende när judar befann sig under svåra förföljelser i kristna och muslimska länder. Att slå vakt om judendomens troslära ansågs viktigt. Maimonides avsåg också att gå i teologisk polemik mot de judar som ifrågasatte den rabbinska traditionen, till exempel karaiter. Polemiken mot både kristendom och islam är tydlig. Maimonides förkunnar att Gud är den ende skaparen. Att Gud är en enda enhet och inte har någon kropp är en tydlig markering mot kristendomens treenighetslära och läran att Jesus är Guds son. Toran är sann och oföränderlig. Åsikten att Toran inte kan bytas ut mot någon annan uppenbarelse är en tydlig markering mot islam som lär att Koranen är den sista uppenbarelsen. Maimonides trosläror fick sådan stark ställning att den införlivades i siddur (bönboken).

## Vem som är jude
Judendomens anhängare kallas judar. Judendomen är en religion och en etnicitet och medan judendomen är öppen för konvertiter betraktas i allmänhet det judiska kollektivet som en etno-religiös grupp, delvis på grund av anledningar härrörande från de heliga skrifter som beskriver det judiska folket som en nation, snarare än som anhängare av en trosuppfattning. Det finns omkring 14 miljoner judar i världen varav omkring 6 miljoner bor i Israel.
Enligt de traditionella judiska lagarna är den jude, som är född av en judisk mor eller som konverterat till judendomen i enlighet med den judiska lagen (ger tzedek). Alla huvudinriktningar inom judendomen är idag öppna för uppriktiga konvertiter. Konverteringsprocessen utvärderas av en auktoritet och konvertiten förhörs angående sin uppriktighet och sitt kunnande. Karaiter och samaritaner följer endast den patriarkala linjen där faderns ursprung avgör frågan. Enligt den reformistiska judendomen anser man att alla som har antingen en mor eller far som är judisk är jude. Detta frångår således den ortodoxa principen att endast den vars mor är judisk räknas som jude från födelsen.
Traditionell judendom håller fast vid att en jude, oavsett om vederbörande är född till det eller omvänt sig, är jude för all tid. Sålunda anses den jude, som hävdar sig vara ateist eller som konverterar till en annan religion, fortfarande vara jude. Enligt halacha går det inte att avsäga sig religionen eller sin etnicitet. Enligt reformjudendom (eller "liberal") anser man att den judiska lagen, Halacha, inte är bindande när det kommer till att definiera vem som är jude. Dessa former av judendom accepterar ett barn som jude oavsett vem av föräldern som har det judiska ursprunget i familjen.

## Judisk efterlevnad

### Religiös klädsel

#### Kippa

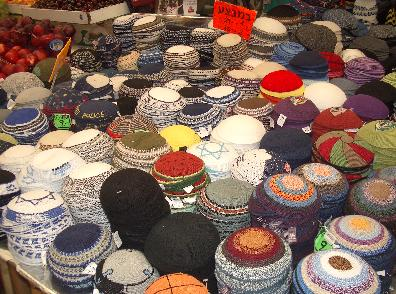
Kippor.

En kippa är en liten rund huvudbonad, en form av huvudduk eller kalott, som judiska män bär i synagogan och vid andra religiösa tillfällen som ett tecken på aktning. Observanta judar bär den jämt, då det står i Talmud att ingen bör gå ens fyra steg utan att täcka sitt huvud. Kippan kan ha alla möjliga färger, former och mönster, huvudsaken är att den täcker hjässan. Ortodoxa judar bär ofta en mörk eller svart kippa, medan reformerta (liberala eller progressiva) judar använder mer färgglada och stickade huvudbonader.

#### Tefillin
Tefillin (av tefillah, bön, på hebreiska och arameiska; tefillin är den arameiska pluralformen böner) är två svarta läderkapslar. Den ena fästes med hjälp av en läderrem på överarmen så att kapseln sitter på bicepsmuskeln, och pekar mot hjärtat, den andra ovanpå pannan så att den nedre kanten är i linje med hårfästet.  I varje kapsel finns samma fyra stycken ur den judiska Torahn skriven för hand på pergament. På huvudkapseln är dessa skrivna på fyra separata pergamentbitar i varsitt läderfack. På armkapseln är samma stycken samlade på en enda rulle. Texten som står på pergamentrullarna läses som en del av bönerna vid morgongudstjänster.
Det finns specifika böner från den judiska bönboken som bes i samband med att tefillin sätts på. I dessa ingår till exempel uppmaningarna att "binda dem (dessa ord) som ett tecken på din arm" och att "de skall tjäna som ett märke mellan dina ögon".
Tidigare bars tefillin dagtid, men eftersom man inte får tala om saker som inte är heliga när man har den på sig, bärs den idag enbart under morgonbönen på vardagarna. Det räknas som ett tecken, och andra tecken, såsom shabbat, behöver inte kompletteras. Tefillin används inte av pojkar innan deras bar mitzvah.

### Böner
Traditionellt läser judar – enskilt eller i grupp – upp böner tre gånger om dagen (shacharit på morgonen, mincha på eftermiddagen och maariv på kvällen), med även en fjärde bön (musaf) under shabbat och helgdagar.
Den mest kända bönen är Amida eller shemoneh esrei, vilken sägs ha utformats under profeten Esras tid (cirka 444 f.Kr.), men inledningsvis troligtvis som en uppsättning anvisningar för böneämnen: Den fast fixerade texten är troligtvis flera århundraden yngre. Amida-bönen ingår i alla tre bönegudstjänsterna (men är – strikt räknat – obligatorisk endast i de två första bönegudstjänsterna, som motsvarar offren i templet).
Den judiska trosbekännelsen, Shema Yisrael, har en central plats i den judiska gudstjänsten, och förekommer i både morgonbönen och kvällsbönen. På hebreiska lyder den: "Shema Yisrael Adonai Eloheinu Adonai Echad". Översatt till svenska blir det: "Hör Israel! Herren är vår Gud! Herren är En!" (5 Mos. 6:4). Övriga böner är bland annat sådana ur Psaltaren, hela psalmer eller sammansatta verser.
Under sabbaten minskas antalet välsignelser (berakhoth) till sju och kallas för sheva' berakhoth. Denna bön anses vara en ersättning för djuroffret i templet. Principen är att nu, när det judiska templet är förstört och inte längre står, får bön läst genom läpparna ersätta djuroffret. De ortodoxa judarna väntar på att templet en dag skall återuppstå och för att vara förberedda lär de sig redan nu riterna, för att kunna genomföra dem när så ske.
Tahor och Tameh är tillstånd av rituell renhet respektive orenhet. För att få komma in till templet måste man vara i rent tillstånd, vilket man exempelvis kan bli genom att ta ett bad. Likheter med denna rituella renhet finns inom islam och även bland hinduer och vissa kristna (se till exempel fottvagning).
Utöver de obligatoriska bönerna förekommer många frivilliga andaktsbruk i den enskilda bönen, inte minst i chassidiska miljöer. Hitbodedut är sedvanan att tala fritt och improviserat med Gud på sitt modersmål, populariserat av Nachman av Breslov. Kavvanah kan i bredare mening syfta på att vara uppmärksam under de föreskrivna bönegudstjänsterna, men är i smalare mening benämningen på meditationer som, enligt kabbalistisk sedvana, kan beledsaga var och en av de muntliga bönerna i Siddur. Många chassider ber hela Psaltaren under loppet av en månad.

### Toraläsning

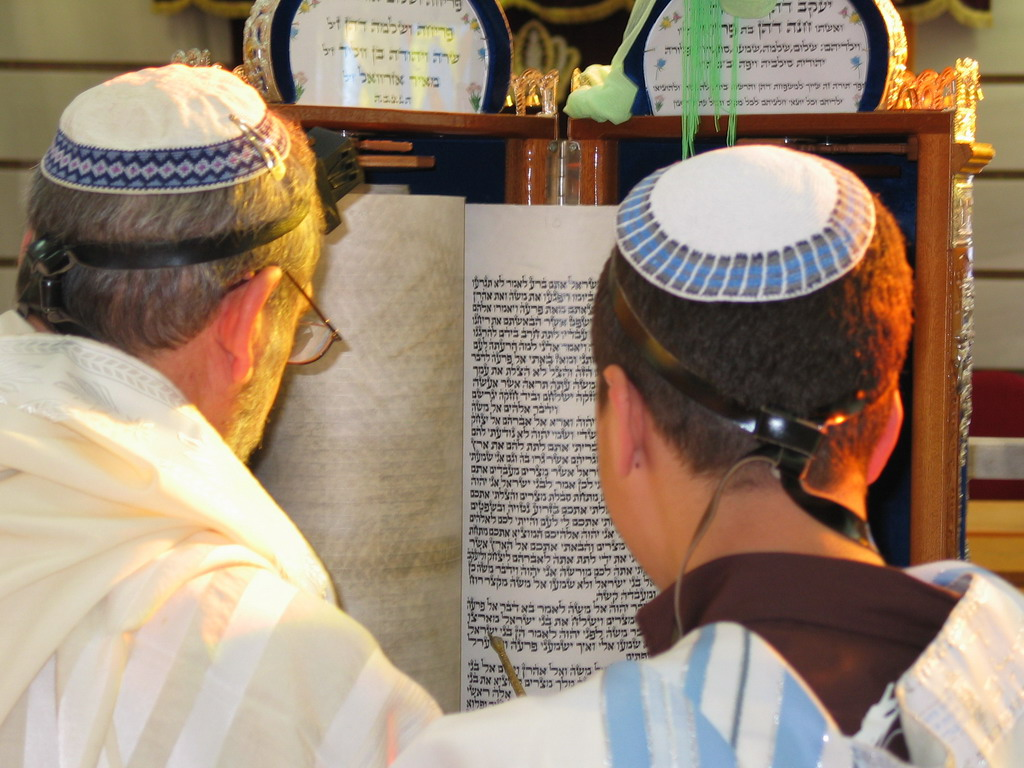
Toraläsning.

Enligt judisk tradition mottog Mose en uppenbarelse på Sinaiberget som han förde vidare till det judiska folket och det är från denna som Torah har kommit. Tora är ett vittnesbörd om hur Gud har gripit in för att straffa eller hjälpa judarna genom historien och handlar alltså i grund och botten om förhållandet mellan Gud och det judiska folket. Höjdpunkten i Tora finns i Andra Mosebok där det beskrivs hur Mose tar emot de tio budorden från Gud på berget Sinai.
Enligt rabbinsk tradition består Torah bara av den skriftliga läran, Torah she-bi-khetav. Det är den ena delen av det som kallas den tudelade Torahn. Den andra delen är den muntliga läran, Torah she-be-al peh, som fungerar som en förklaring till den skriftliga delen. Alla delar av läran är lika viktiga enligt den rabbinska traditionen, eftersom man inte enbart kan gå till den skriftliga Torahn för att tolka lagarna i praktiken. Då behöver man den muntliga, förklarande delen också.
Det är värt att notera att det överlag kan sägas att inom ortodox judendom tolkas Torah ordagrant. Den reformistiska traditionen bibehåller att Torahn gavs av Gud till judarna via Moses vid berget Sinai, men att detta var början på Guds dialog med judarna, och att varje generation måste höra Guds röst själv. Därför anser man att Torahn inte i alla lägen bör tolkas ordagrant. "Tradition har en röst, men inte vetorätt."

### Synagogan

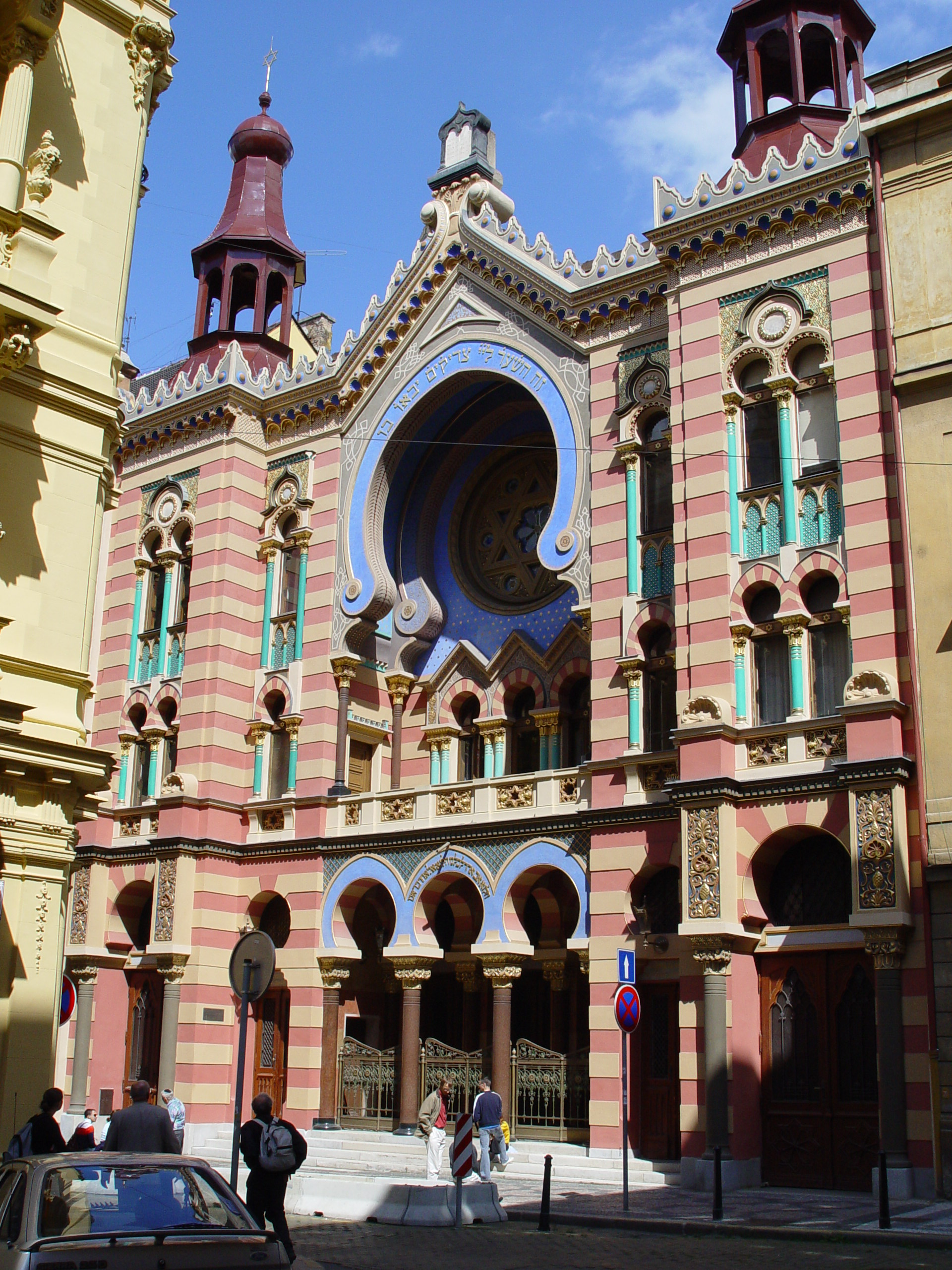
Synagoga i Prag.

En synagoga är en judisk samlingslokal avsedd för tillbedjan och religiösa studier.
Synagogor har byggts i alla möjliga stilar och storlekar. På traditionella synagogor ses ofta just tolv fönster, som skall symbolisera de tolv judiska stammarna. En synagoga är på intet sätt någon nödvändighet för en judisk gudstjänst, som kan hållas nästan varsomhelst, givet att en minjan – 10 vuxna judar (judiska män i ortodoxa församlingar) – finns närvarande.
Varje synagoga har en Bimah (läspulpet) och en Ark, ett skåp där torah-rullarna förvaras. Bland ashkenaziska judar kallas detta skåp även för Aron Hakodesh. En synagoga är vanligtvis byggd så att arken är riktad mot Jerusalem. I ortodoxa synagogor finns också en Mechiza, en avskiljare som skiljer kvinnor och män åt under gudstjänsten. Inom den egalitära judendomen sitter män och kvinnor tillsammans, och kvinnor har en lika stor del i gudstjänsten som männen. Inom den icke-ortodoxa judendomen finns även kvinnliga rabbiner; exempelvis är Ute Steyer, rabbin vid Stockholms Stora synagoga, den första kvinnliga rabbinen i Sverige.

### Kashrut
Kosher (כשר), är den mat som av kashrut (כשרות, en del av halakha) angivits som tillåten för praktiserande judar. Mat som är förbjudet för religiösa judar är däremot treifah (heb. טרפה). Sistnämnda term härstammar från ett ord för djur som slaktats efter att ha blivit slagna av rovdjur.
De grundläggande lagarna inom kashrut finns i Tredje Mosebok och även i den muntliga lagen som skrevs ned i Talmud. Slakten regleras dels i den muntliga tradition som toran hänvisar till i Femte Mosebok 12:21.

### Händelser i livet

#### B'rit mila
B'rit mila (hebreiska בְּרִית מִילָה [bərīt mīlā]), även kallad bris (uttalas med kort [i]) bland ashkenaziska judar, är den omskärelse som enligt Toran (Första Moseboken 17: 10-12) ska äga rum på varje judiskt gossebarn på hans åttonde levnadsdag. Brit står för förbund och mila står för omskärelse, dessa två ord betyder tillsammans "omskärelsens förbund". Omskärelsen är en symbol för förbundet mellan Abrahams folk och Gud.

#### Pidjon habben
Pidjon habben är hebreiska för "friköpande av sonen". Den judiska sedvänjan pidjon habben härstammar från händelsen när Gud skonade den förstfödde av hankön både hos människa och hos djur bland israeliterna. Allt annat förstfött av hankön i Egypten lät han dö för att förmå Farao att ge israeliterna tillåtelse att lämna slaveriet i Egypten (2 Mos, 11:1-7). Som tack för att Gud besparade israeliterna denna olycka så skulle man offra alla förstfödda av hankön till Gud (2 Mos, 13:11-16). Hos människan så bestod offret av att den förstfödde sonen skulle tjäna Gud som präst eller tempeltjänare, en mycket hedrande uppgift.

#### Bar mitzva
Bar mitzva (från hebreiska, בר מצווה, "budets son") kallas det tillfälle då en judisk pojke uppnår sin religiösa myndighetsålder, vilket för pojkar sker vid 13 års ålder. Bar mitzva sker automatiskt, men det är dock brukligt att hedra tillfället genom att delta i en gudstjänst och att då kallas fram att välsigna Torahn, samt ibland att läsa ett avsnitt av Torah.

#### Bat mitzva
Bat mitzva, budets dotter, kallas det tillfälle som en judisk flicka uppnår sin religiösa myndighetsålder inom vissa judiska riktningar. För flickorna sker det vid 12 års ålder. Bat mitzvah har under 1900-talet införts som en motsvarighet till pojkarnas bar mitzvah. Mer traditionella inriktningar, exempelvis många ortodoxa, har dock inte accepterat bat mitzva eftersom det saknar grund i religiösa urkunder. Bat mitzva sker automatiskt, men det anses dock brukligt att hedra tillfället genom att delta i en gudstjänst och, i huvudsak icke-ortodoxa församlingar, att läsa ett avsnitt av Torah på hebreiska. Bat mitzva föregås av ett års studier då barnet får elementär undervisning i bibelkunskap och hebreiska. Inom reformistisk judendom blir en flicka bat mitzva vid 13 års ålder, det vill säga samma ålder som en pojke blir bar mitzvah.

## Helgdagarna

### Shabbat
Shabbat, även shabbos eller shabbes, på svenska sabbat, är beteckningen på den judiska vilodagen. Shabbat firas varje vecka, från solnedgången fredag kväll tills "tre stjärnor syns" på lördag kväll, för att ge möjlighet att begrunda världens skapelse. Shabbat har mycket stor vikt i den judiska religionen, vilket gör den till den näst viktigaste högtiden efter Jom Kippur.
Under Shabbat får – enligt traditionell judisk uppfattning – inget arbete utföras. Det är heller inte tillåtet att resa, att bära saker utomhus, eller att tända och släcka eld. Eftersom elektricitet anses som en form av eld är det enligt ortodox judendom heller inte tillåtet att sätta på eller stänga av ström. Dessa förbud får endast brytas för att rädda människoliv ("pikuach nefesch"). Konservativ och i synnerhet progressiv judendom har mildrat dessa regler kraftigt.
Shabbatsfirandet inleds med att någon av de närvarande kvinnorna (i en familj hustrun) tänder levande ljus och läser en välsignelse över dem. Finns inga kvinnor närvarande utförs ritualen dock av en man. I en familj välsignar därefter fadern barnen och läser den aronitiska välsignelsen. Att tända shabbatsljusen är en av de få religiösa handlingar som traditionell judendom ålägger kvinnor.
Under fredagskvällen äter man också en liten festmåltid, som inleds med kiddusch, ett helgande av Shabbat, genom att man läser välsignelser över vinet, det särskilda sabbatsbrödet challah samt Shabbat.
Lördagsmorgonens gudstjänst anses som veckans viktigaste i de flesta riktningar av judendomen. Det är då man läser veckans parasha, ett avsnitt ur Torah. Efter läsningen ur Torah läses också en haftarah, en profettext. Ortodoxa rabbiner är dock noga med att poängtera, att det är bättre att be lördagsmorgonens shacharit ensam eller med familjen än att företa sig en lång resa till en avlägset belägen synagoga. Reformjudar har en mera tillåtande syn på resor till synagogor på shabbat.
Shabbat avslutas med en ceremoni som kallas Havdala. En bägare med vin hålls upp och ett ljusarrangemang bestående av minst två sammanflätade ljus tänds. Sedan läses en text där gränsen mellan Shabbats helighet och den övriga veckan markeras. En liten dosa med väldoftande kryddor räcks runt bland de församlade, som sedan håller upp händerna mot havdalahljuset och låter det reflekteras på naglarna. Sedan dricker man ur vinbägaren. På vissa håll finns en tradition att spara en sista del av vinet för att släcka ljuset i. Till sist sjungs sångerna Elijahu Hanavi om profeten Elia, och Shavuah Tov, "en god vecka".

## De tre pilgrimshögtiderna

### Pesach

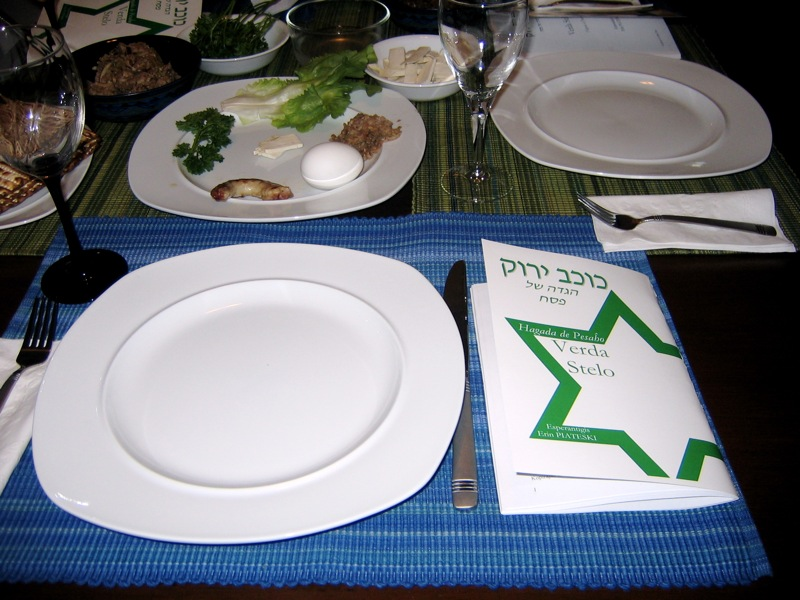
Judiskt påskbord.

Pesach (hebr. פֶּסַח), den judiska påsken, "det osyrade brödets högtid", firas till minne av uttåget ur Egypten och är en av de viktigaste judiska högtiderna. Det firas samma dag varje år i den judiska kalendern, nämligen den 15:e Nisan (se Andra Mosebok 12:6).
Det hebreiska ordet pesach betyder "passera förbi" och på engelska brukar termen "passover" användas. Detta syftar på Andra Mosebok 12:23, där Gud meddelar Moses att han kommer döda den förstfödde sonen i varje egyptiskt hem, men passera förbi de dörrar som insmorts med blod från ett lammoffer. Genom blodmarkeringen kunde därmed de judiska gossebarnen överleva.
Pesach inleds vid första fullmånen efter vårdagjämningen, oftast i april, och firas under sju dagar i Israel och i åtta dagar av judarna i diasporan. Anledningen till detta var att man var tvungen att bryta upp hastigt och ge sig iväg från slaveriet i Egypten så man hann inte jäsa brödet, och till minne av detta äter man ojäst bröd.

### Shavuot
Shavuot, veckofesten, firas sju veckor efter pesach och varar under två dagar. Shavuot betyder just veckor. Ursprungligen var shavuot en skördefest men har under årens lopp fått en djupare mening som en helg som firas till minnet av den dagen då Israels folk fick Torahn av Gud vid berget Sinai.
Liksom alla andra judiska fester har Shavuot ett samband med naturen. I Toran kallas Shavuot chag hakkatsir, som betyder veteskördens fest. Den kallas även chag habbikkurim som betyder förstlingarnas fest. Man firar att vårens löften har gått i uppfyllelse på Shavuot. Shavuot Pesach är ett tecken på att kornskörden börjar. Under sju veckor mellan Pesach och Shavuot, under omerdagarna, börjar veteskörden, och kornskörden avslutas med veckofesten Shavuot. Detta handlar om vår som övergår till sommar.
Sedan Templet i Jerusalem förstörts år 70 behövde man fira på ett annat sätt.
"Tiden för givandet av Toran" kallar judarna denna helg, inte mottagandet av Toran utan givandet. Det finns två förklaringar till det: För det första blev Toran given till det judiska folket en gång, på Shavuot, på Mose tid. Och varje gång en jude läser, studerar, Toran får den alltid in något nytt i huvudet. För det andra, trots att Toran har givits till varje jude på samma sätt, så tar inte alla judar emot den på samma sätt. En del judar följer den bättre än andra och en del judar förstår den bättre än andra — och även judar som förstår lika mycket ser olika aspekter av Toran. På så sätt firas givandet och inte mottagandet.
Man kan säga att Shavuot är judarnas födelsedag. Shavuot var från början en endagsfest, men den firas i konservativa och ortodoxa synagogor utom Israel i två dagar.

### Sukkot
Sukkot (hebreiska סוכות) el. lövhyddofesten är en judisk högtid som årligen infaller den 15 tishri i den judiska kalendern, vilket motsvarar sent i månaden september eller tidiga oktober, och varar sju dagar, samt avslutas med ytterligare två helgdagar, shemini atzeret och simchat Tora. Sukkot är plural av hebreiskans "sukka", hydda, vilket är högtidens viktigaste symbol.
Varje familj som kan, bygger hyddor med tak bestående av löv under bar himmel för att fira och minnas israeliternas ökenvandring ur Egypten till landet Israel i bibeln. Hyddorna måste vara placerade under bar himmel, vare sig de placeras på en större balkong utan tak direkt ovanför, eller i trädgården. Däri äter man dagens huvudmål varje dag under högtiden och om vädret tillåter sover man även där varje natt. Förr i tiden firades den samtidigt som vinskörden.

## Andra centrala högtider och minnesdagar

### Simchat Torah
Simchat Torah (hebreiska שמחת תורה) är en judisk högtid, då man firar att man läst ut Torah för det förra året och börjar om på nytt.

### Rosh ha-Shanah
Rosh ha-Shanah (hebreiska: ראש השנה; Roš ha-Šanah) är den judiska högtid då judarna firar sitt nyår. Rosh ha-Shanah firas på första och andra dagen av den judiska månaden tishri, det vill säga i september eller oktober. Den kallas även åminnelsedagen eller shofar.
Enligt judisk tradition skapades jorden på denna dag och det är vid Rosh ha-Shanah Gud bedömer vad människorna har gjort under det gångna året och beslutar vad som skall hända dem under det kommande. Under de tio dagar som sedan följer, mellan Rosh ha-Shanah och Jom Kippur, finns tid för eftertanke och botgöring innan domen slutligen fastslås. Det är en tid för försoning.

### Jom Kippur

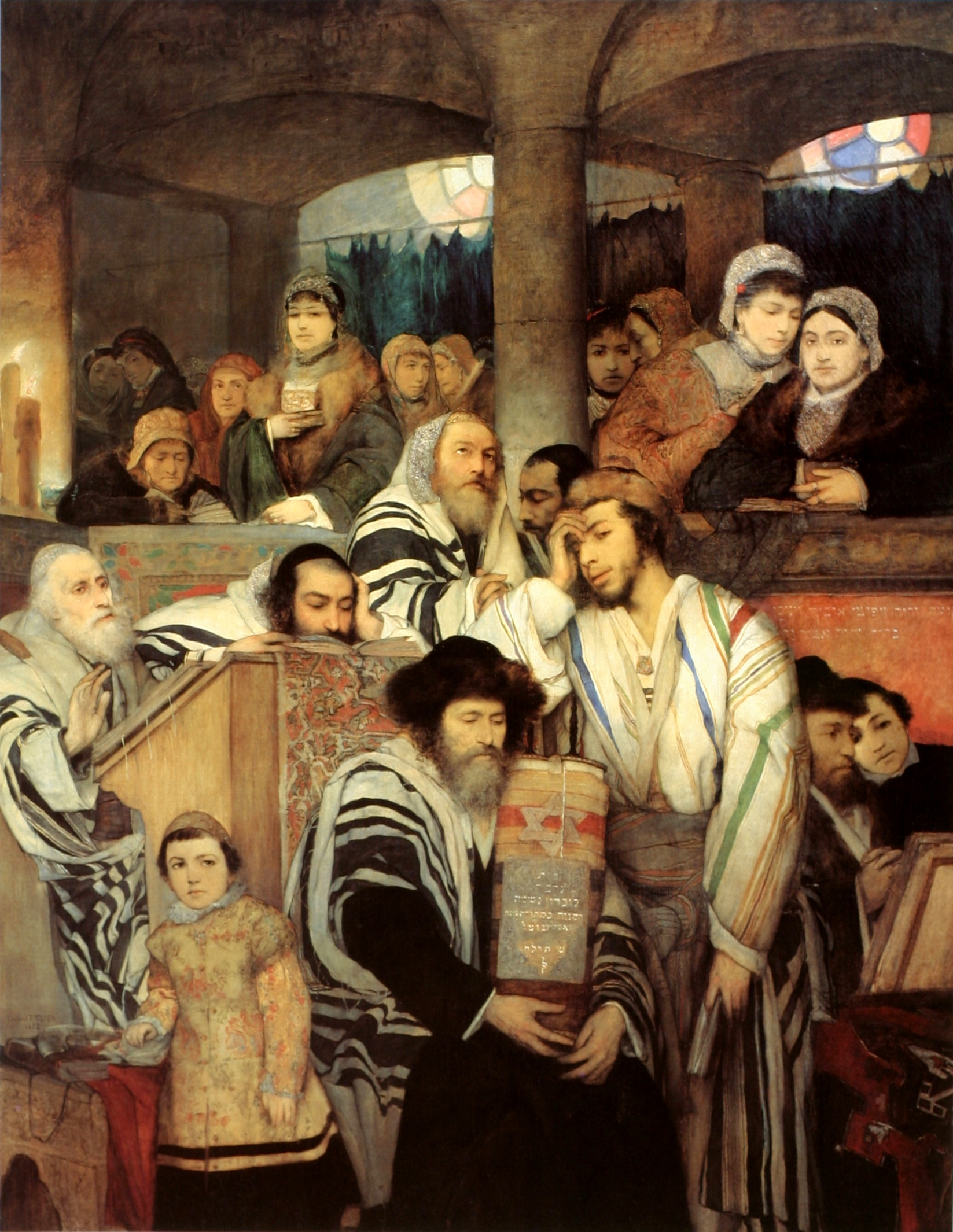
Judar ber i synagogan under Jom Kippur. Målning av Gottlieb.

Jom Kippur eller Jom hakippurim (hebr. יוֹם הַכִּפּוּרִים [jōm hakkippūrīm]), med engelskbaserad stavning Yom Kippur och Yom hakippurim; Försoningsdagen, är en helg inom judendomen, som infaller tio dagar efter den judiska nyårsdagen. Det är den viktigaste och allvarligaste högtiden för de troende.
Efter att Templet i Jerusalem förstörts firas försoningsdagen genom att fasta, be böner, samlas till gudstjänster och be sina medmänniskor om förlåtelse. Under djupt allvar tänker man tillbaka på det år som gått och vad man kan ha gjort för fel och misstag. Samtidigt lovar man Gud att försöka bli en bättre människa och att försöka leva som Gud har tänkt att människan bör leva.
Helgen börjar i synagogan kvällen innan med att man ber Kol Nidre, en bön om tillgift för de uppriktiga löften till Gud som man kommer att ge under året men inte lyckas hålla.
Under Jom Kippur förväntas man försonas med sina ovänner, bära vit skrud och kippa samt tända ljus för avlidna. Under Jom Kippur avstår man även från mat och dryck. Liksom under Rosh hashana blåser man i ett vädurshorn, en shofar, vilket skall väcka människorna till eftertanke.
Helgen avslutas med Neila, en bön om försoning.

### Chanukka
Chanukka (hebreiska חנוכה eller חנכה ḥănukkā) är den judiska högtid som varar i åtta kvällar från 25 kislev till 3 eller 4 tebet – det vill säga vid nymåne i november-december. Chanukka kallas ibland för ljusets fest, ibland för invigningsfesten.
Chanukka firas till minne av Judas Mackabeus återinvigning av Jerusalems tempel år 164 f.Kr. sedan det under maccabéerupproret befriats från de seleukidiska härskarna. Enligt traditionen fanns olja till templets lampor för en enda dag, men Herren såg till att oljan räckte i de åtta dagar som behövdes för att få fram ny tempelolja. Chanukka varar därför i åtta dagar, och varje kväll tänds ljus till minne av detta under – ett ljus den första dagen, två den andra, och så vidare. Dessa åtta dagar är dock inte helgdagar så till vida att sabbatsbuden gäller, utan snarare en utdragen fest.

### Purim
Purim är en annan judisk högtid. Ordet betyder "lott" eftersom Haman tänkte dra lott om vilken dag judarnas utrotning från Persien skulle ske. Historien återberättas i Esters bok, där det berättas att drottning Ester förrådde Hamans planer inför kung Ahashveros. Haman blir hängd, men Hamans påbud om att judarna får dödas kan inte stoppas. Ahashveros utfärdar då ett nytt påbud som tillåter judarna att lyfta vapen mot sina fiender, vilket de också gör. Enligt Esters bok dödades 75 000 perser.
Dagen före festen fastar man; sedan läser man ur Esters bok (Megillat Ester) i synagogan på kvällen och morgonen. När Hamans namn läses skakar barnen i skallror och för oväsen så man slipper höra hans namn. I synnerhet brukar barn klä ut sig på purim, ofta till någon av gestalterna i Esters bok.

## Judisk filosofi
Judisk filosofi avser associationen mellan uppriktiga studier av filosofi och judisk teologi. Betydande judiska filosofer innefattar Solomon ibn Gabirol, Saadia Gaon, Maimonides och Gersonides. Större förändringar inträffade som gensvar till Upplysningen (sent 1700-tal till tidigt 1800-tal). Modern judisk filosofi omfattar både ortodox och icke-ortodox inriktad filosofi. Framstående bland de ortodoxa judiska filosoferna är Eliyahu Eliezer Dessler, Joseph B. Soloveitchik och Yitzchok Hutner. Välkända icke-ortodoxa judiska filosofer innefattar Martin Buber, Franz Rosenzweig, Mordecai Kaplan, Abraham Joshua Heschel och Emmanuel Lévinas.

## Historia
Rabbinsk judendom, som den framträder idag, har en äldre förhistoria i östra medelhavsvärldens semitisktalande befolknings polyteistiska religion (se Syrisk-fenicisk mytologi) som utövades i ett bälte som sträcker sig genom dagens Syrien, Libanon, Jordanien och Israel. Spår av denna bakgrundsmiljö syns i Psaltarens (Hebreiska: Tehillim) psalm 29, 82 och 138. Judendomen har också en yngre förhistoria i den tempelcentrerade monoteistiska israelitiska religion som utövades fram till templets förstörelse år 70.

### Äldre förhistoria
Arkeologiska fynd från Ebla och Ugarit visar att människor i nuvarande Syrien, Libanon och Israel under det tredje och andra årtusendet före den kristna tideräkningens början utövade polyteism på ett antal språk nära släkt med hebreiska. Religiös poesi från detta område uppvisar många likheter med vad man även finner i Psaltaren, en samling judiska hymner som ingår i den Hebreiska bibeln (men även i den kristna bibeln). Gudsnamnet El används exempelvis både om den högsta gudomen i syrisk-fenicisk religion och om Gud i judisk mening.
Traditionellt anses tidiga monoteistiska former av israelitisk religion ha utövats av bland annat Abraham, Isak, Jakob, Mose, Kung David och Salomo under det andra årtusendet (och början av det första årtusendet) före den kristna tideräkningens början. Från ett strikt historiskt perspektiv vilar denna period emellertid i dunkel, och det finns inga oomstridda historiska källor om judendomens förstadier från denna tid.
På 1300-talet f.Kr. nämner egyptiska källor gudsnamnet yhw i samband med stammar hemmahörande på Sinaihalvön och vid berget Seir. Det är möjligt att detta är det äldsta belägget för det främsta hebreiska gudanamnet JHVH (vars exakta vokalisering är omstridd av akademiker, och vars uttal är förbjudet inom judendomen).
Religionen i Juda rike (och i viss mån även i Kungariket Israel) under perioden ca 930-537 f.Kr. förefaller i alltmera tilltagande omfattning ha skilt sig från grannfolkens religioner, genom att exklusivt dyrka en enda Gud. Kungariket Israels existens är med säkerhet belagt ca 840 f.Kr., då Mesha-stelen nämner Israel under beteckningen "Omris hus". Såväl arkeologiska fynd som de bibliska Kungaböckerna visar att den omgivande miljöns polyteism florerade även i kungariket Israel och Juda rike, men bokprofeter som bland andra Hosea kritiserade detta. Sedan kungariket Israel tillintetgjorts av Assyrien 722 f.Kr. blomstrade Juda rike under ytterligare ett drygt århundrade. Offerceremonierna centraliserades till templet i Jerusalem av kung Josia i slutet av 600-talet f.Kr., och under Babyloniens växande hot mot Juda rike var bokprofeten Jeremia verksam. Juda rike erövrades av Babylonien år 587 f.Kr., och samhällets överklasskikt deporterades till Babylonien. Den senare delen av Jesajas bok förmodas vara författad av en profetlärjunge (eller en grupp av författare) verksam under 500-talet, eftersom den talar in i den tidens situation, och är strikt monoteistisk. Med undantag för fynden av judisk polyteism på den egyptiska ön Elefantine, förefaller polyteistiska former av israelitisk religion ha upphört vid denna tid. Samariernas monoteistiska religion förefaller ha börjat utvecklas vid denna tid. Samarierna delar med judendomen bruket av Torah som helig skrift, men däremot erkänns inte profetböckerna (Neviim) eller Skrifterna (Ketuvim)

### Yngre förhistoria
Under persisk överhöghet tillämpades religiös tolerans, och den judiska exilen i Babylonien tog slut (Även om Babylonien även fortsättningsvis skulle utgöra ett judiskt lärdomscenter). Templet i Jerusalem återuppbyggdes på 520- och 510-talet, och offren kunde åter börja utföras. Profeterna Haggaj och Sakarja var verksamma vid denna tid. I mitten av 400-talet ledde Esra en religiös uppstramning, som förmodligen utgör tillkomstmiljön ("den stora församlingen") för de äldsta ännu använda judiska välsignelserna (berachot) och grunddragen i den judiska påskmåltiden. Från denna tid härrör troligtvis bruket att recitera Shema och observansen av en ännu inte språkligt fast fixerad adertonbön, Amida. Israelitisk religion under den efterföljande perioden var dock inte enhetlig: Historieskrivaren Josefus nämner en judisk riktning kallad saddukéer, som inte erkände profetböckernas eller Skrifternas auktoritet, och arkeologiska fynd i Qumran, bland annat Dödahavsrullarna, visar på förekomsten av en riktning som inte erkände Jerusalems auktoritet, men som ägnade sig åt omfattande reningsritualer. Under grekisk överhöghet inträffade ett uppror, Mackabéerupproret, på 160-talet, sedan en seleukidisk kung profanerat templet, och för en tid leddes Judéen av en inhemsk kungadynasti, hasmonéerna, exempelvis Alexander Jannaeus. Hasmonéerna och deras ingifte tronföljare, Herodes den store, spelade ut romerska riket mot det seleukidiska väldet, och kom under romerskt beskydd från och med 1960-talet f.Kr. Herodes lät bygga ut templet i Jerusalem till det man brukar kalla för det tredje templet. Ur den dåtida israelitiska religionen avknoppades även ett fåtal separata religioner, som kristendom.

### Tidig rabbinsk judendom
Ett utmärkande kännetecken för rabbinsk judendom idag är synagogans betydelse, ett annat kännetecken att djuroffer inte utförs. På dessa punkter skiljer sig rabbinsk judendom från den israelitiska religion som den härstammar från. Under århundradena strax före den kristna tideräkningens början började synagogor växa fram som samlingssalar i städer över hela medelhavsområdet, bland annat för att underlätta gemensam bön. Tannaiterna var en inflytelserik grupp judar som debatterade den korrekta tillämpningen av Torah, och som stegvis utformade Amidabönens, Schmone eshre, exakta ordalydelse. Till tannaiterna räknas bland annat Hillel, Shammai och rabbi Akiva. När de romerska härarna omintetgjorde offren i templet, genom att förstöra templet år 70, växte synagogorna i betydelse för judendomens religiösa liv, och de senare tannaiterna debatterade hur judisk religionsutövning borde tillgå i brist på templet. Tannaiternas debatter samlades i Torah-kommentaren Mishna, som stod färdig omkring år 220.
De följande generationerna judiska lärde, amoraiterna, debatterade Mishna, och sammanställde en kommentar till Mishna, Gemara, som stod färdig ca år 500. Tillsammans kallas Mishna och Gemara för Talmud. En grupp av judar ställde sig kallsinniga till Talmuds växande auktoritet, och erkände endast Tanakh: De så kallade karaiterna. Under amoraitisk tid (eller kanske geonisk tid) författades också det bokstavsmystika verket Sefer jetzira.
Under perioden 589-1038 utmärkte sig rabbiner i mellanöstern för sin stora lärdom, och fick hederstiteln gaonim. Tidsperioden brukar därför kallas för "geonisk tid". För det religiösa livet under denna tid var kanske framväxten av en fast föreskriven Siddur (bönbok eller gudstjänstordning) viktigast. Den äldsta siddur-versionen sammanställdes av Amram Gaon på 850-talet. Under denna tidsperiod sammanställdes även klassiska kommentarer till Tanakh, midrasherna,
Tidsperioden 1038-1563 brukar kallas för rishonitisk tid. I början av denna tidsperiod var Rashi (1040-1105) verksam som författare till mycket inflytelserika midrasher och talmudkommentarer. Sången Adon olam, som numera förekommer i de flesta siddurim, härrör troligtvis från denna tid – kanske författad av Salomo ben Jehuda ibn Gabirol (1020-1057).

### Högmedeltiden
I den muslimska världen spreds och odlades studiet av den i Västeuropa bortglömde, grekiske filosofen Aristoteles, bland annat av Avicenna och Averroës, men det dröjde inte länge förrän Averroës yngre judiska samtida, Maimonides (även känd som Rambam), också tog aristotelisk filosofi i bruk för att systematisera judisk teologi. Maimonides är bland annat känd för att ha författat en sammanfattning av judisk tro i tretton punkter. Med Maimonides tog den rationalistiska riktningen inom ortodox judendom sin början.
Under 1200-talets lopp utvecklades i Spanien nya former av judisk mystik, kabbala, inledningsvis av Isak den blinde (1160–1235), senare under samma århundrade av Nachmanides (1194–1270), Abraham Abulafia (1240–1291), Josef ben Abraham Gikatilla (1248–1305) och Moshe de Leon (1250–1305). Den sistnämnde var redaktör för det verk som skulle bli normerande för kabbalan fram till 1500-talets början, Zohar, vars ramberättelse traditionellt tillskriver sin uppkomst ett årtusende tidigare genom amoraiten Simeon bar Jochai.
Ett hårt slag mot Andalusiens judiska befolkningsandel inträffade 1492, då Isabella I av Kastilien och Ferdinand II av Aragonien utfärdade en utvisningsorder för alla spanska judar som vägrade konvertera till kristendomen. Nordafrika fick ett omfattande inflöde av välutbildade sefardiska judar, men andra utvandringsvågor gick till de något mera toleranta italienska stadsstaterna och till sådana platser i det heliga landet som samhället Safed. Safed kom att bli centrum för en förnyad våg av kabbalistiska studier, bland annat genom Josef Caro (författaren av Shulchan Aruch), Moses ben Jakob Cordovero (1522–1570) och Isaac Luria (1534–1572).

### Tidig acharonitisk tid
Tillkomsten av Shulchan Aruch brukar anses som startdatum för den acharonitiska tidsperioden. På 1600-talet skulle den judiska befolkningen på balkanhalvön och i Turkiet tumlas om av Sabbatai Zvi (1626–1676), som gjorde anspråk på att vara messias (understödd av kabbalisten Natan av Gaza), men som sedan konverterade till islam. Detta misskrediterade kabbalan i många ortodoxa judars ögon, och maimonidesbaserad rationalism kom att få en alltmera förstärkt ställning i både Europa och i Jemen under 1700-talets och 1800-talets lopp. Den kabbalistiske författaren Moshe Chaim Luzzato (död 1746) drevs omkring mellan olika delar av Europa på grund av sina rationalistiska rabbinkollegors felaktiga förmodande att han skulle vara sabbataian, och begravdes slutligen i Tiberias.
Lurias typ av kabbala spreds till mellanöstern och östeuropeiska mitnagdim-rabbiner genom Israel Sarug (död 1610?), men en annan Luria-lärjunge, Chayim Vittal (1543–1620) skulle få ett större inflytande över chassidismen, som växte fram i Polen och Ukraina under 1700-talet, under ledning av Baal shem tov (1698–1760). Chassidismen kritiserades av mitnagdim-judar för att försumma observansen av mitsvot genom att skylla på innerlighet, för misstänkt panteism, samt för en överdriven tilltro på ärftliga rabbindynastiers auktoritet, men inledningsvis var synen på kabbala inte något som splittrade chassider och mitnagdim.

### Haskala-rörelsen
Under inflytande av upplysningstidens tänkande startade Moses Mendelssohn (1729–1786) haskala-rörelsen, som verkade för judisk emancipering, men som också ansåg sig kunna lägga traditionell observans av mitsvot åt sidan, för att betona judendomens karaktär av etisk monoteism. Den spreds över världen, men splittrades tämligen snabbt i reformjudendom och konservativ judendom.
De kretsar som inte följde haskala-rörelsen, och ville förbli vid ortodox judendom splittrades själva flera riktningar: 
- En mera kabbala-vänlig icke-chassidisk litvak-judendom (trots namnet även förekommande utanför Litauen)
- Chassidism
- Kabbala-fientliga och maimonides-baserade former av rationalistisk ortodoxi
- Samson Raphael Hirschs uppfattning, Torah im Derech Eretz, som innebar att traditionell talmudskolning kunde kombineras med världsliga akademiska studier
- Modern-ortodox judendom
- Öppen ortodoxi (som går en medelväg mellan modern-ortodox judendom och konservativ judendom)

### Nittonhundratalet
Nittonhundratalet innebar kontrastfyllda händelser för judendomen. Många östeuropeiska judar utvandrade till USA. I Östeuropa förekom inledningsvis spänningar mellan ortodox judendom och sionism. Ortodoxa judar betraktade ofta sionismen med misstro som ett sekulariserande och ateistiskt projekt. Sedan inträffade Förintelsen, och även många ultraortodoxa judar kunde se upprättandet av Israel som en tillflykt undan förföljelse. 
Under 1900-talets lopp har några ytterligare judiska riktningar uppkommit, bland andra rekonstruktionistisk judendom och förnyelsejudendom (Jewish Renewal).

## Judendomen och andra religioner
Judendomen är i princip ointresserad av andra religioner, och är inte en missionerande religion. Detta har emellertid inte hindrat att judendomen har påverkats av andra religioner. Judendomen utgör uppkomstmiljön för andra abrahamitiska religioner, exempelvis samaritansk religion, gnosticism, kristendom och mandeism. Det går att konvertera till judendom, men det är komplicerat, och uppmuntras inte. Sedan 1950- eller 60-talet förekommer religionsdialog mellan judar och företrädare för andra religioner.

### Judendom och zoroastrism
Som världens äldsta monoteistiska religion har judendomen konkurrens med Zoroastrismen: Man vet inte om Zarathustra levde före eller efter Mose). Zoroastrismen är också monoteistisk, och där finns en dualism på individuell nivå, vad forskare kallat "etisk dualism" med ett motsatsförhållande mellan sanning och lögn, mellan gott och ont, mellan ljus och mörker.
Zoroastrismen var statsreligion i det persiska riket i antikens Iran. När araberna erövrade landet och omvände landet till islam på 650-talet flydde zoroastrierna, i synnerhet prästerskapet ('mager') till Indien.

### Judendom och kristendom

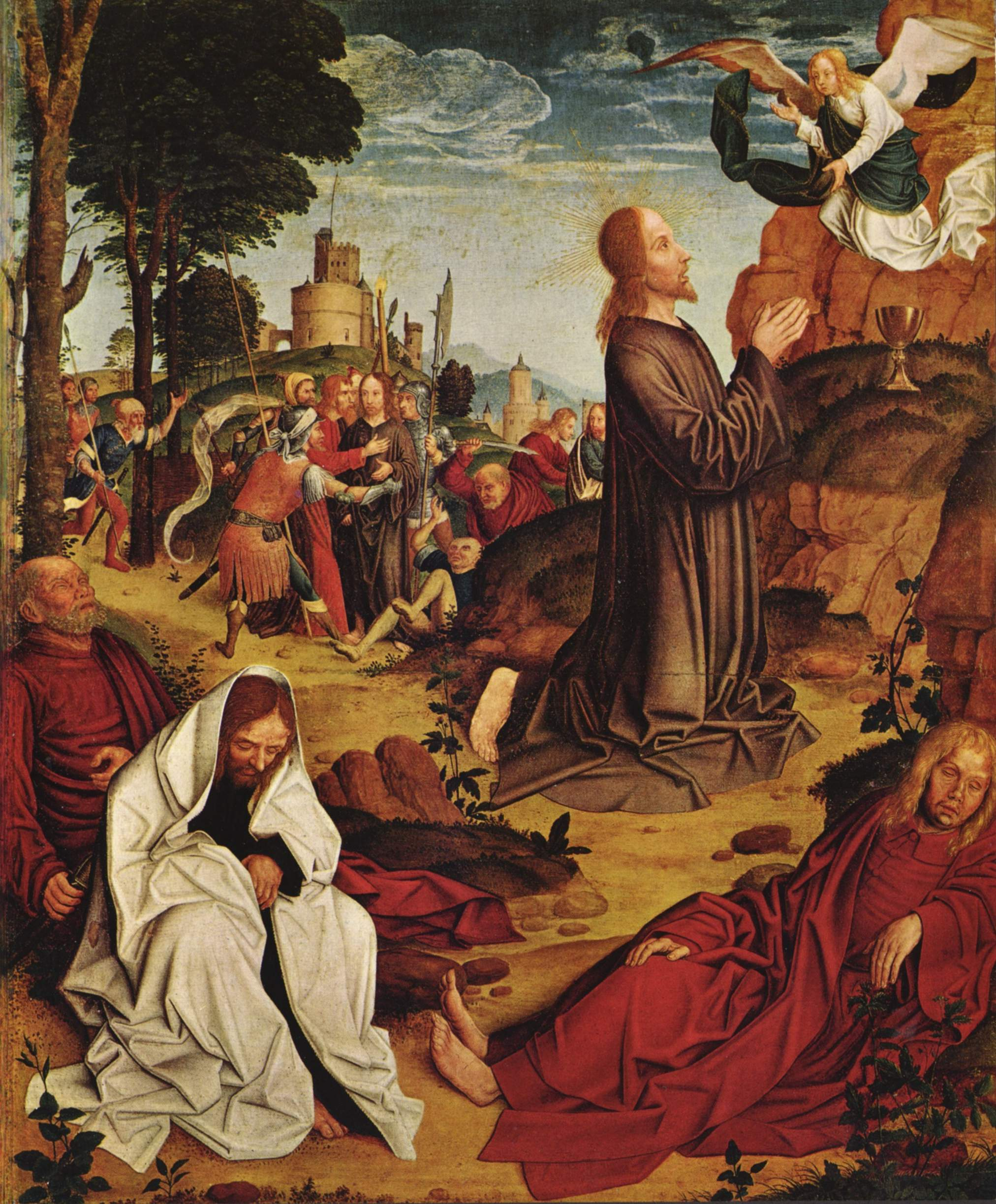
Jesus på Olivberget.

Kristendomen är den religion som utgår från tron på Jesus från Nasarets lära, liv, död och uppståndelse såsom det återges i Nya testamentet, andra delen av kristendomens heliga skrift Bibeln, som består av den hebreiska bibeln (Tanakh) samt det grekiska Nya testamentet. Benämningen Nya testamentet kommer från Paulus idé att Torahn var förlegad (varför kristna kallar den för Gamla testamentet) och att Jesus var en ny lagstiftare i likhet med Moses, men att Jesus var Guds son. Det Nya testamentet skulle uppfylla det Gamla som en lag och ett förbund för kristna (Matteus 5:17: "Tro inte att jag har kommit för att upphäva lagen eller profeterna [Gamla testamentet]. Jag har inte kommit för att upphäva utan för att uppfylla.")
Kristendomens anhängare anser att Jesus är den utlovade Messias/Kristus och "Guds son". Kristendomen är en abrahamitisk religion, vilket innebär att kristna anser sig be till samma gud som Abraham identifierade och ingick ett förbund med. Men även Noa hade ett förbund med Gud och inom judendomen anser man att sju noakidiska lagar gäller för hela mänskligheten. Sedan 1700-talet förekommer bland somliga judiska tänkare föreställningen att Paulus hade uppdraget att göra dessa sju noakidiska bud kända bland hedningarna genom mission.
Paulus anses av judar vara en av kristendomens grundare. Inom judendomen utgörs förbundet mellan människan och Gud av omskärelse.

#### Jesus
Inom judendomen har Jesus inte någon religiös funktion. Vissa judar betraktar i allmänhet Jesus som en historisk person, andra förnekar hans existens och säger att Paulus var kristendomens grundare.[källa behövs]
Alla Jesu uttalanden i Nya testamentet utgör för judarna redan kända grundprinciper och tillägger inte något väsentligt till Torahn. Forskare anser att de äldsta delarna av Nya testamentet skrevs på hebreiska och arameiska. Maccoby anser att den retoriska strukturen i Jesu lagtolkningar följer Rabbi Ishmaels 13 tolkningsprinciper (baserade på sju stycken av Hillel) [källa behövs] och moderna forskare anser att de delar av Nya testamentet där Jesus talar inte skiljer sig från samtida fariséiska skrifter.[källa behövs] Maccoby anser att Pauli retorik däremot baseras på grekiska retoriska principer, och att Paulus inte var jude och farisée, såsom han utgav sig för att vara.[källa behövs] Moderna judar är ättlingar till fariséerna, och vissa av Jesu uttalanden är identiska med Hillels, som levde cirka 100 år tidigare.
Judenheten tror på de löften som finns i Tanakh (Gamla Testamentet) om en Messias, men avvisar bestämt att denne skulle ha varit Jesus. Istället väntar de ännu på Messias, som enligt judisk lära inte kommer att vara gudomlig utan mänsklig. Specifikt avvisar judendomen vidare treenighetsläran (med hänvisning till bland annat Femte Mosebok 6:4) och tanken att Jesu död sonade människornas synder, samt läran om Jesu uppståndelse.[källa behövs] En liten grupp etniska judar delar kristendomens tro på Jesus som den judiska Messias. Dessa är kristna judar som inte avsäger sig sitt judiska ursprung eller sin judiska identitet. Se vidare Messiansk judendom. Det finns även en förening som är grundad i Sverige som heter Messiansk Kristendom. De som är medlemmar i den föreningen är kristna "i nationerna" som vill högtidlighålla vissa judiska högtider med religiös övertygelse som orsak.

### Judendom och islam
Enligt islamisk teologi var islam från begynnelsen mänsklighetens ursprungliga religion, utövad av Adam.[källa behövs] Vid något tillfälle splittrades religionen och Gud började sända profeter till jorden med uppenbarelser till folket. Ur denna synvinkel är Abraham och Mose, Jesus samt alla hebreiska profeter även profeter inom islam.[källa behövs] Deras föreskrifter och texter ur Torah och Evangelierna anses ha förvanskats av judar och kristna.[källa behövs] (Idén att judarna hade förändrat torahn förekom först bland kristna).[källa behövs]
Judendomen (och islam) skiljer sig från många av vår tids religioner då deras centrala auktoritet inte består av en enda person eller grupp, utan av heliga skrifter, gamla traditioner och decentraliserade grupper av lärda rabbiner vilka tolkar dessa skrifter och lagar.[källa behövs]
Enligt den judiska traditionen börjar judendomen med det eviga förbundet mellan Gud (JHVH)[källa behövs] och Abraham omkring 2000 f.Kr., och Abraham betraktas som patriark och det judiska folkets stamfader. I alla tider har judendomen anslutit sig till ett antal religiösa principer, av vilka den viktigaste är tron på en enda, allvetande, allsmäktig, välvillig och transcendent Gud, som har skapat världen och upprätthåller den, styr historien och griper in närhelst han önskar. Enligt den judiska traditionen etablerade den Gud som skapat världen ett förbund med israeliterna och deras ättlingar, och gav sina lagar (däribland de tio budorden) till Mose på Sinai berg i form av både skriftlig och muntlig Torah. Det traditionella utövandet av judendomen kretsar runt studier och observationer av Guds lagar och bud såsom det står skrivet i Torah och tolkat i Talmud.[källa behövs]